# Brüderhof (Minden)

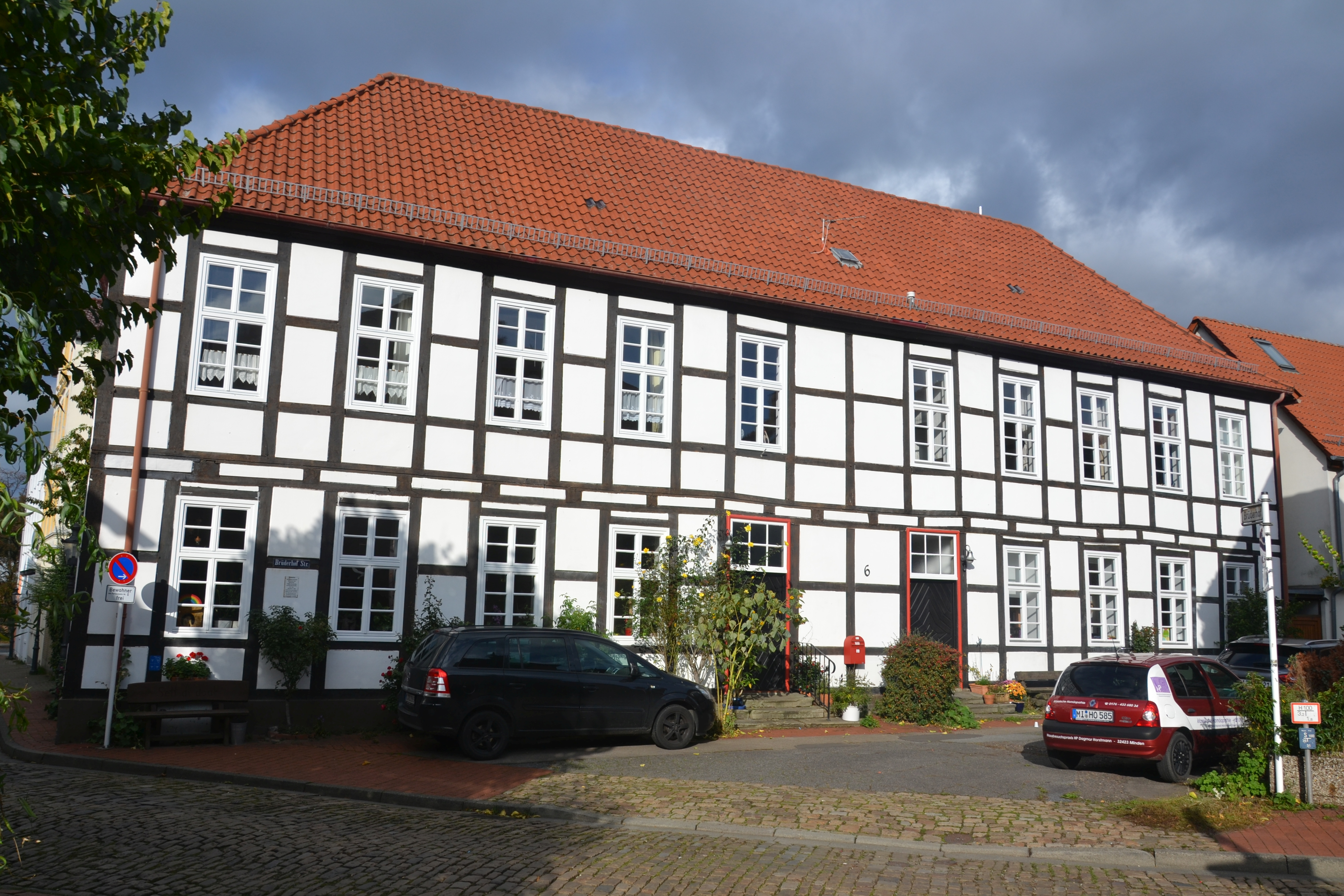
Der Brüderhof in Minden

Der Brüderhof 6 ist ein unter Denkmalschutz stehendes Gebäude in der oberen Altstadt der ostwestfälischen Stadt Minden in Nordrhein-Westfalen.

## Geschichte
Der Brüderhof erinnert in Minden an einen Hof, der den Brüdern der Dominikaner zwischen Videbullenstraße und Brüderstraße um 1236 von der Familie von Beldersen überlassen worden ist. Das zugehörige Kloster der Dominikaner lag um die Ecke in der Alte Kirchstraße. Das Gebäude Brüderhof 6 ist 1983 mit der Nummer 19 in die Denkmalliste der Stadt Minden eingetragen worden.

## Bauliche Beschreibung
Das zweigeschossige Fachwerk-Traufhaus ist um 1800 gebaut worden. Es ist ein Doppelhaus mit 5 Achsen pro Haushälfte, die beiden Haustüren sind in der Mitte angeordnet und mit leichten Eingangsstufen versehen. Die Fenster sind in strenger Reihung angeordnet, das Obergeschoss kragt nicht vor. Das Dach ist in Walmdachform ausgeführt.